# Gerhart Gunderam
Heinz Gerhart Gunderam (* 26. November 1904 in Großenhain; † 1992 in Husum) war ein deutscher Schachtheoretiker.

## Leben
Ende der 1950er-Jahre übersiedelte Gunderam aus der DDR in die Bundesrepublik und arbeitete im Sicherheitsdienst des Spielkasinos Baden-Baden. Nach seiner Pensionierung ließ er sich in Husum nieder, wo er sich noch bis zu seinem Tod mit der Analyse von Schacheröffnungen beschäftigte.
Seinen ersten Erfolg als Theoretiker hatte er, als ein von ihm empfohlener Zug im Vierbauernangriff der Königsindischen Verteidigung beim Kandidatenturnier Amsterdam 1956 zu einem schnellen Sieg von Miroslav Filip gegen László Szabó führte und daraufhin auch von Exweltmeister Max Euwe untersucht wurde.
1961 veröffentlichte Gunderam sein erstes Buch mit dem Titel Neue Eröffnungswege, ein zweiter Band erschien 1967. Darin analysiert er unter anderem die heute nach ihm benannte, in der Turnierpraxis allerdings selten gespielte Eröffnung 1. e2–e4 e7–e5 2. Sg1–f3 Dd8–e7 (ECO-Code C40).
Seine späteren Bücher Supertaktik modernen Gambitspiels (1980) und Blackmar-Diemer-Gambit (1986) basieren auf seiner jahrzehntelangen Auseinandersetzung mit den Ideen von Emil Joseph Diemer. Gunderam empfahl gegen das Blackmar-Diemer-Gambit die Verteidigung 1. d2–d4 d7–d5 2. e2–e4 d5xe4 3. Sb1–c3 Sg8–f6 4. f2–f3 e4xf3 5. Sg1xf3 Lc8–f5. Mit dieser Variante spielte er seit 1959 zahlreiche Fernpartien gegen Diemer, von denen die meisten zu Gunderams Ungunsten ausgingen, da Diemer ihm an Spielstärke deutlich überlegen war. Gunderam erwies sich jedoch als sehr hartnäckig und präsentierte immer wieder neue Analysen. Da das Blackmar-Diemer-Gambit eine beträchtliche Anhängerschaft hatte, verkauften sich Gunderams Bücher nach Aussage seines Verlegers Manfred Mädler gut, obwohl sie zahlreiche Fehler enthielten.